# Euclystis homopteroides
Euclystis homopteroides är en fjärilsart som beskrevs av Heinrich Benno Möschler 1880. Euclystis homopteroides ingår i släktet Euclystis och familjen nattflyn. Inga underarter finns listade i Catalogue of Life.